# Lienzo (arquitectura)

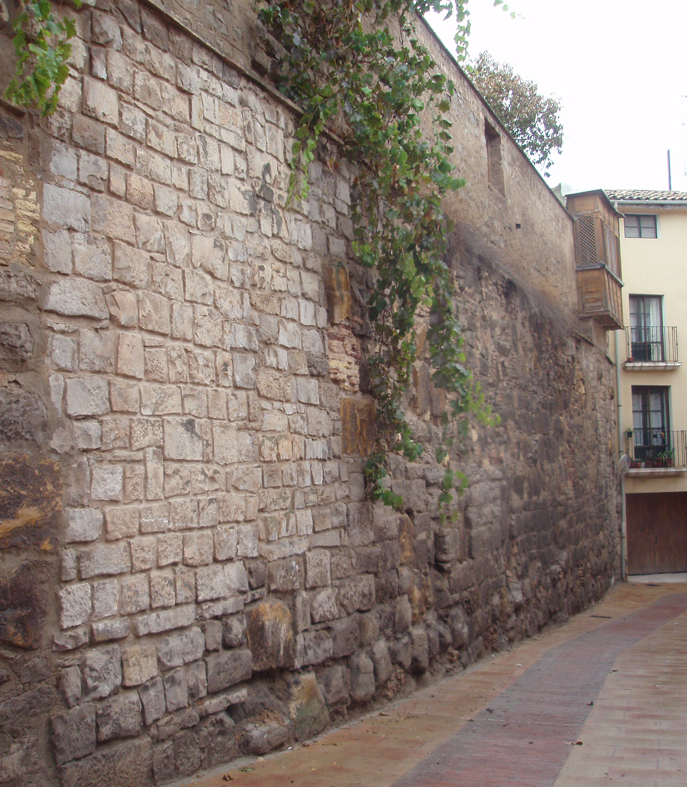
Lienzo en la Muralla de Granados en Tudela.

El lienzo (denominado también entrepaño, cortina, o muro cortina) corresponde en arquitectura tanto a la fachada como a la pared de un edificio que se extiende desde un ángulo a otro. El lienzo es un tramo de pared, por regla general comprendido entre dos columnas o pilastras, que suele ser una limitación arquitectónica. Cada uno de los lados de una plaza suele estar compuesta de un lienzo, denominados también en este caso pabellón.    